# Ananthacorus
Ananthacorus, monotipski biljni rod iz porodice bujadovki (Pteridaceae) smješten je u potporodicu Vittarioideae. Jedina vrsta je  A. angustifolius iz tropske Amerike rasprostranjena od južnog Meksika do Brazila, Perua i Bolivije na jugu, tre na istok do Antila

## Sinonimi
- Oetosis angustifolia (Sw.) Kuntze
- Pteris angustifolia Sw.
- Pteropsis angustifolia (Sw.) Desv.
- Taenitis angustifolia (Sw.) Spreng.
- Vittaria angustifolia (Sw.) Baker
- Vittaria costata Kunze
- Vittaria onusta Trevis.